# Niamatpur
Niamatpur (en bengali : নিয়ামতপুর) est une upazila du Bangladesh dans le district de Naogaon. En 1991, elle dénombrait 193 197 habitants.